# Martin Löb
Martin Hugo Löb (* 31. März 1921 in Berlin; † 21. August 2006 in Annen, Drenthe) war ein deutscher Mathematiker. Er arbeitete im Bereich der mathematischen Logik und veröffentlichte 1955 den nach ihm benannten Satz von Löb, dem eine analoge Argumentation wie in Currys Paradoxon zugrunde liegt.

## Leben
Löb wuchs in Berlin auf, flüchtete jedoch kurz vor Ausbruch des Zweiten Weltkriegs vor den Nationalsozialisten nach Großbritannien. Dort wurde er als enemy alien 1940 in ein Internierungslager in Hay in Australien deportiert, wo er als 19-Jähriger von dortigen Häftlingen in Mathematik unterrichtet wurde. Einer seiner Lehrer, Felix Behrend, wurde später Professor an der Universität Melbourne.
1943 konnte Löb nach Großbritannien zurückkehren und studierte nach dem Krieg an der Universität London. Dort erlangte er 1951 den Grad eines PhD bei Reuben Goodstein, der zu diesem Zeitpunkt am University College in Leicester arbeitete, mit dem Thema A Methodological Characterization of Constructive Mathematics und wurde im selben Jahr Assistenzprofessor (assistant lecturer) an der Universität Leeds. Dort war er 20 Jahre lang tätig, wurde Reader und später  Professor für Mathematische Logik.
Löb war verheiratet und hatte zwei Töchter. Seine Ehefrau Caroline war Holländerin, und so nahm er in den frühen 1970er Jahren eine Professur an der Universität Amsterdam als Nachfolger von Beth an.

## Werk
Löb arbeitete im Bereich der mathematischen Logik, insbesondere beschäftigte er sich mit Beweistheorie, Modallogik und Berechenbarkeitstheorie. In Leeds baute er eine Arbeitsgruppe Mathematische Logik auf, die zu einem der führenden Zentren auf diesem Gebiet in Großbritannien wurde. Er formulierte 1955 den Satz von Löb und zeigte darin, dass sogenannte Henkin-Sätze, die ihre eigene Beweisbarkeit behaupten, beweisbar sind; dabei gebrauchte er ohne Namensnennung Currys Paradoxon, das daher mitunter auch als Löbs Paradoxon bezeichnet wird. Der Satz ist eine Verstärkung von Gödels zweitem Unvollständigkeitssatz: Letzterer besagt,
dass in einem hinreichend starken Axiomensystem T die formalisierte Aussage „Das System T ist konsistent“ unbeweisbar ist, wenn T konsistent ist. Nach dem Satz von Löb gilt nun, dass in T eine Kontradiktion ableitbar wäre, wenn der Henkin-Satz „Aus der Konsistenz von T folgt eine Kontradiktion“ in T ableitbar wäre (welcher logisch äquivalent ist zu „Das System T ist konsistent“). Also kann aufgrund des Satzes von Löb in T die Aussage „Das System T ist konsistent“ nicht ableitbar sein.